# Коњари (Лерин)
Коњари је некадашње насеље у Грчкој у општини Лерин, периферија Западна Македонија.

## Географија
Атар Коњара се налазио на територији општине Лерин, 22 километара североисточно од града Лерина и 17 километара источно од Доњег Клештина, у северном делу Леринског поља на самој граници са Северном Македонијом.

## Историја
Руски слависта Виктор Григорович је 1848. године у делу Очерк путешествия по Европейской Турции описао Кујнавите као бугарско село. У Етнографији вилајета Адријанопољ, Монастир и Салоника, штампаној у Цариграду 1878, која се односи на мушко становништво 1873. године, село је споменуто два пута, прво као Којнаре са 75 домаћинства и 175 житеља Словена и 200 Рома, а други пут као Којнарити је наведено село у Леринској кази са 75 домаћинства са 210 житеља Рома. Према Василу Канчову, 1900. године у Горњим Коњарима има 280, а у Доњим Коњарима 390 житеља Турака.